# Reperfilar
Repefilar es un noticiero argentino que se emite por el canal Net TV y en Radio Perfil. Es producido por Editorial Perfil. El informativo está conducido por Néstor Sclauzero.

## Ediciones
| Nombre     | Horario                               | Presentadores    |
| ---------- | ------------------------------------- | ---------------- |
| Reperfilar | Lunes a viernes 23:30 a 0:30 (UTC -3) | Néstor Sclauzero |

## Equipo

### Conductores
- Jairo Straccia (2020-2021)
- Florencia Ballarino (2020-2021)
- Agustino Fontevecchia (2020-2021)
- Úrsula Ures Poreda (2020)
- Pablo Corso Heduan (2021-2022)
- Santo Biasatti (2021)
- María Areces (2021)

### Columnistas
- José Eduardo Abadi (2020-2021)
- Carlos Ares (2020-2021)
- Tomás Abraham (2020-2021)
- Jaime Durán Barba (2020-2021)
- María O'Donnell (2020-2021)
- Eduardo Fidanza (2020-2021)
- Gustavo González (2020-2021)
- Artemio López (2020-2021)
- Martín Kohan (2020-2021)
- Felipe Pigna (2020-2021)
- Marina Dal Poggetto (2020-2021)
- Pola Oloixarac (2020-2021)
- Ernesto Tenembaum (2020-2021)
- Alfredo Zaiat (2020-2021)
- Edi Zunino (2020-2021)
- Javier Calvo (2020-2021)
- Alejandro Rebossio (2020-2021)
- Mariano Sigman (2020-2021)
- Diego Corbalán (2020-2021)
- Alejandro Katz (2020-2021)
- Florencia Ballarino (2021)
- Pablo Montagna (2021)
- Rodis Recalt (2020-2021)
- Ursula Ures Poreda (2021)
- Florencia Ballarino (2021)
- María Helena Ripetta (2021-presente)
- Agostina Biasatti (2021-presente)
- Román Iucht (2021-presente)